# Daliranita
La daliranita és una mineral de la classe dels sulfurs. Rep el nom en honor del Dr. Farahnaz Daliran (1953-), investigador associat a l'Institut Tecnològic de Karlsruhe, Alemanya, per les seves contribucions a la investigació sobre els dipòsits de minerals, especialment d'or, zinc i ferro, a l'Iran.

## Característiques
La daliranita és un sulfosal de fórmula química PbHgAs₂S₆. Va ser aprovada com a espècie vàlida per l'Associació Mineralògica Internacional l'any 2007, i la primera publicació data del 2009. Cristal·litza en el sistema monoclínic. La seva duresa a l'escala de Mohs es troba entre 0 i 2.

## Formació i jaciments
Va ser descoberta a la mina Zareh Shuran, situada a la serralada de Takab, a la província d'Azerbaidjan Oest, a l'Iran. Es tracta de l'únic indret de tot el planeta on ha estat descrita aquesta espècie mineral.